# Lonchaea luctuosa
Lonchaea luctuosa är en tvåvingeart som beskrevs av Mcalpine 1964. Lonchaea luctuosa ingår i släktet Lonchaea och familjen stjärtflugor. Inga underarter finns listade i Catalogue of Life.